# اليخاندرو زامبرانو مارتين
اليخاندرو زامبرانو مارتين (بالإسبانية: Alejandro Zambrano)‏ (4 أغسطس 1991 بولبة في إسبانيا - ) هو لاعب كرة قدم إسباني في مركز الوسط. لعب مع ريكرياتيفو وسبورتينغ خيخون ب وCD San Roque de Lepe ‏ ونادي فياريال ب وAtlético Onubense ‏.

## روابط خارجية
- اليخاندرو زامبرانو مارتين على موقع Soccerway.com (الإنجليزية)